# Trường trung học Nicolaus Copernicus II ở Cieszyn

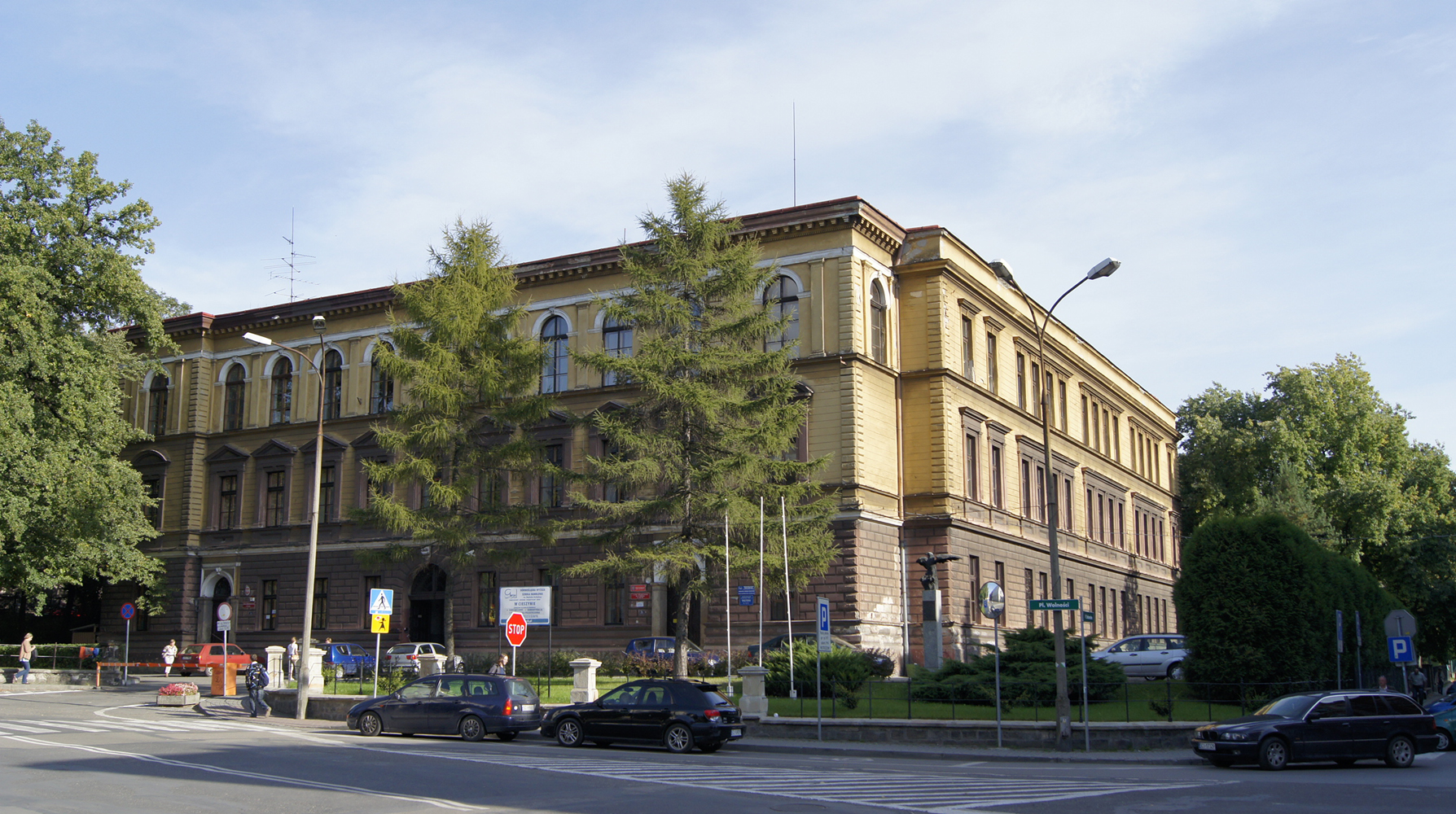
Trường trung học thứ hai của Mikołaj Kopernik ở Cieszyn

Trường trung học Mikołaj Kopernik II là một trường học tọa lạc tại số 7B, quảng trường Wolności, Cieszyn, Ba Lan, trong tòa nhà của Trường Nhân dân Thành phố trước đây.

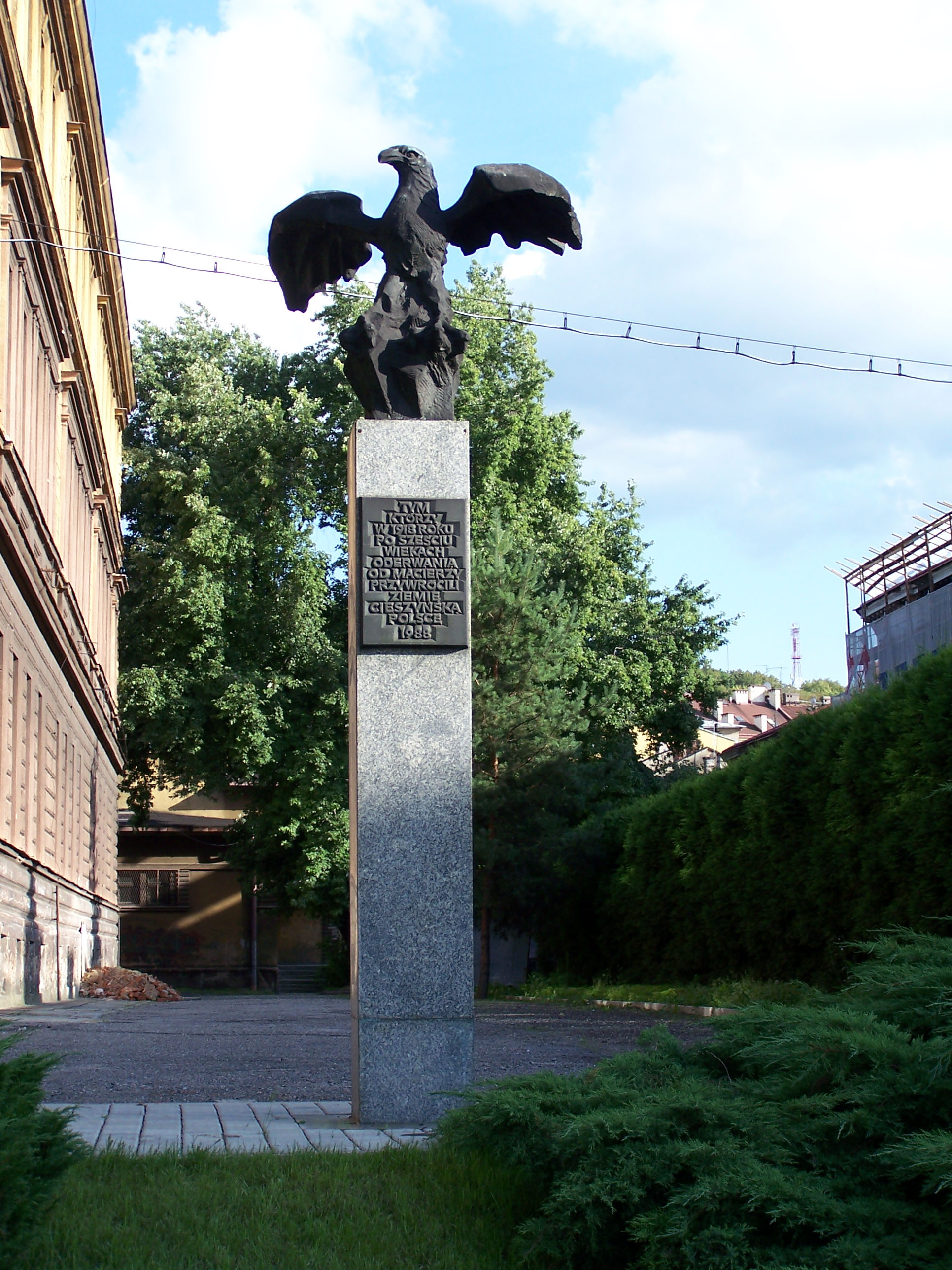
Tượng đài tự do

## Kiến trúc
Tòa nhà được dựng trên một khuôn viên hình chữ nhật có kích thước 50/42 m với một sân trong. Cả ngoại thất và nội thất của trường, các phòng đại diện, sảnh vào và khán phòng đều được trang trí theo phong cách tân Phục hưng. Ngay cả cách bố trí các tầng và phân phối cửa sổ cũng mang lại cho toàn bộ tòa nhà một diện mạo hài hòa. Các cửa sổ được ngăn cách bởi trụ bổ tường và dầm. Có một cổng vào nằm trên trục chính của tòa nhà.

## Lớp học
Trường cung cấp các lớp sau:
- Lớp tâm lý-nhân văn (giáo trình mở rộng của Ba Lan, lịch sử và sinh học)
- Lớp ngôn ngữ-du lịch (chương trình giảng dạy tiếng Anh, địa lý, tiếng Đức hoặc tiếng Pháp)
- Lớp pháp lý xã hội (giáo trình mở rộng của Ba Lan, lịch sử, khoa học xã hội)
- Lớp bách khoa (chương trình giảng dạy toán học, vật lý và khoa học máy tính mở rộng)
- Lớp sinh học - hóa học (chương trình học mở rộng về sinh học, hóa học và toán học)
- Lớp quản lý kinh tế (chương trình giảng dạy toán học, địa lý và tiếng Anh mở rộng)

## Quản trị
Hiệu trưởng: Regina Rakowska
Phó hiệu trưởng: Grzegorz Ząbek

## Quốc tế

#### Quan hệ song phương
Trường trung học này đã thiết lập quan hệ đối tác trao đổi với 'Tổ chức Saint Michel: Collège và Lycée ', một trường trung học Công giáo với các cơ sở nội trú ở Solesmes, Pháp.

## Giáo sư nổi tiếng
- 1929 -1939: Julian Przyboś [4][5]
- 1973-1993: Stefania Bojda [5][6]
- 1979-1990: Idzi Panic [5]

## Sinh viên đáng chú ý
Năm tốt nghiệp được trích dẫn trong ngoặc:
- Kornel Filipowicz (1932) [4] - nhà văn, nhà thơ, nhà văn
- Jan Szczepanski (1932) [4] - nhà xã hội học, hiệu trưởng của Đại học Lodz, thành viên thực tế và phó chủ tịch Viện hàn lâm Khoa học Ba Lan, thành viên của Quốc hội của Cộng hòa Nhân dân Ba Lan
- Alfred aszowski (1933) [4] - nhà văn và nhà báo
- Paweł Niemiec (1933) [4] - sĩ quan, trong phi công chiến đấu trong Thế chiến II, chỉ huy các sư đoàn của Không quân Ba Lan ở Anh.
- Paul Sikora (1933) [4][7] - Giáo sư nhân chủng học tại Đại học Jagiellonia.
- Wiktor Wawrzyczek (1934) [4] - nhà hóa học, giáo sư tại trường đại học nông nghiệp ở Olsztyn
- Anna Więzik (1951) [8] - nhà thơ
- Jerzy Kronhold (1963) [8][9] - nhà thơ, nhà hoạt động văn hóa, Tổng lãnh sự Cộng hòa Ba Lan tại Ostrava
- Zbigniew Machej (1977) [9] - nhà thơ, dịch giả và nhà hoạt động văn hóa, vào năm 1987-1991 Giáo sư tại trường trung học cũ của mình [5] [6]
- Mariusz Grzegorzek (1980) [9] - đạo diễn sân khấu và điện ảnh
- Marek Czyż (1987) [10] - nhà báo
- Maciej Olbrycht (1998) [11] - đạo diễn phim, đạo diễn videoclip
- Mateusz Ligocki (2001) [12] - người trượt tuyết
- Paulina Ligocka (2003) [12] - người trượt tuyết
- Michał Ligocki (2004) [ [12] - người trượt tuyết